# Ignác Skokánek
Ignác Skokánek (8. července 1837 Pacov – 7. prosince 1909 Roudnice nad Labem) byl rakouský podnikatel a politik z Čech, v 2. polovině 19. století poslanec Říšské rady.

## Biografie
Vystudoval strojní inženýrství. V roce 1865 založil společně s Janem Topinkou továrnu na ohnivzdorné pokladny v Karlíně, která fungovala až do konce 80. let. Od roku 1889 do roku 1905 působil jako vrchní kontrolor zemské úrazové pojišťovny. Pak žil na penzi na venkově. Byl rovněž veřejně a politicky aktivní. V Karlíně se zasloužil o vznik lidové jídelny pro chudé, byl starostou karlínské dělnické besedy a členem pražské obchodní a živnostenské komory.
Působil i jako poslanec Říšské rady (celostátního parlamentu Předlitavska), kam usedl ve volbách roku 1885 za kurii obchodních a živnostenských komor v Čechách, obvod Praha. Na mandát rezignoval 15. prosince 1890. Ve volebním období 1885–1891 se uvádí jako Ignaz Skokánek, strojní inženýr a továrník, bytem Karlín.
Na Říšské radě se přidal k Českému klubu, který od konce 70. let sdružoval staročechy, mladočechy, českou konzervativní šlechtu a moravské národní poslance.
Zemřel 7. prosince 1909 v Roudnici n. L. po krátké nemoci. V témže městě byl také pohřben.